# Дубровка (Надейковичское сельское поселение)
Дубровка — деревня в Шумячском районе Смоленской области России. Входит в состав Надейковичского сельского поселения. Население — 20 жителей (2007 год). 
Расположена в юго-западной части области в 36 км к западу от Шумячей, в 30 км северо-западнее автодороги А101 Москва — Варшава («Старая Польская» или «Варшавка»). В 32 км юго-восточнее деревни расположена железнодорожная станция Осва на линии Рославль — Кричев. 

## История
В годы Великой Отечественной войны деревня была оккупирована гитлеровскими войсками в августе 1941 года, освобождена в сентябре 1943 года.